# Take the Heat Off Me
Take The Heat Off Me je debutové album skupiny Boney M. vydané v červnu 1976. Titulní píseň Take The Heat Off Me je cover verzí italského hitu z roku 1974 Nessuno mai, zpívaného sicilskou umělkyní Marcellou Bellou a napsaného jejím bratrem Giannim Bellou a Giancarlem Bigazzim. Album obsahuje píseň Daddy Cool, která se umístila na 65. místě v hitparádě Billboard Hot 100 a na 11. v Club Play Singles.

## Seznam skladeb
Strana A:
1. "Daddy Cool" (Frank Farian, George Reyam (Hans-Jörg Mayer)) - 3:29
2. "Take The Heat Off Me" (Bigazzi, Gianni Bella) - 4:47
3. "Sunny" (Bobby Hebb) - 4:03
4. "Baby Do You Wanna Bump" (Zambi (Frank Farian)) - 6:53

Strana B:
1. "No Woman, No Cry" (Vincent Ford, Bob Marley) - 4:59
2. "Fever" (Eddie Cooley, John Davenport) - 4:00
3. "Got a Man On My Mind" (Frank Farian, Fred Jay) - 3:25
4. "Lovin' Or Leavin'" (Frank Farian, Fred Jay) - 4:29